# Коэй, Улав
Улав Коэй (нидерл. Olav Kooij; род. 17 октября 2001, Нюмансдорп, Нидерланды) — нидерландский профессиональный велогонщик и конькобежец, выступающий за команду Visma-Lease a Bike (с 2021 года). Специализируется в спринтерских дисциплинах.

## Карьера в велоспорте

### Начало карьеры
В 2018 году, будучи юниором, Коэй занял 11-е место в Омлоп ван Борселе. В том же году он выиграл два этапа и генеральную классификацию на Coupe du Président de la Ville de Grudziądz. В 2019 году он одержал победу на этапе Internationale Junioren Driedaagse и три этапа в Туре DMZ в Южной Корее.

### Профессиональная карьера
В 2020 году Коэй подписал контракт с Jumbo-Visma Development Team, а в 2021 году перешёл в основную команду Team Jumbo-Visma. В 2022 году он одержал свои первые значимые победы, включая этапы на Туре Сарты и Туре Венгрии. В 2023 году Коэй выиграл несколько этапов на Париж — Ницце и Туре Британии, а также стал бронзовым призёром чемпионата Европы.
В 2024 году Коэй выиграл Классику Альмерии, этапы на Туре ОАЭ и Джиро д’Италия, а также стал серебряным призёром чемпионата Европы.

### Основные победы
2018
1-й этап (B) и 4-й этап Coupe du Président de la Ville de Grudziądz
Генеральная классификация, очковая классификация и классификация молодых гонщиков Coupe du Président de la Ville de Grudziądz
2019
3-й этап Internationale Junioren Driedaagse
1-й, 3-й и 5-й этапы Тур DMZ
2020
Trofej Umag
Trofej Poreč
Гран-при Крань
2021
2-й и 4-й этапы CRO Race
Очковая классификация CRO Race
2022
2-й и 4-й этапы Тур Сарты
Генеральная классификация и классификация молодых гонщиков Тур Сарты
1-й этап Тур Венгрии
1-й, 2-й и 5-й этапы Ster ZLM Toer
Генеральная классификация, очковая классификация и классификация молодых гонщиков Ster ZLM Toer
1-й этап Тура Польши
1-й и 3-й этапы Тур Дании
Мюнстерланд Джиро
2023
3-й (командная гонка) и 5-й этапы Париж — Ницца
1-й и 4-й этапы Четыре дня Дюнкерка
Очковая классификация Четыре дня Дюнкерка
Хейстсе Пейл
4-й этап Ster ZLM Toer
Генеральная классификация, очковая классификация и классификация молодых гонщиков Ster ZLM Toer
4-й этап Тура Польши
1-й, 2-й, 3-й и 4-й этапы Тура Британии
Очковая классификация Тура Британии
 Чемпионат Европы, групповая гонка
3-й и 6-й этапы Тур Гуанси
2024
Классика Альмерии
5-й этап Тура ОАЭ
1-й и 5-й этапы Париж — Ницца
9-й этап Джиро д’Италия
4-й и 7-й этапы Тура Польши
BEMER Cyclassics
 Чемпионат Европы, групповая гонка

## Карьера в конькобежном спорте
Коэй также выступал в конькобежном спорте, участвуя в чемпионате Нидерландов среди юниоров. Однако с 2020 года он сосредоточился на велоспорте.